# Bretteville-sur-Laize
Bretteville-sur-Laize ist eine französische Gemeinde mit 1.911 Einwohnern (Stand: 1. Januar 2022) im Département Calvados in der Region Normandie; sie gehört zum Arrondissement Caen und zum Kanton Le Hom. Die Einwohner werden Brettevillais genannt.

## Geographie
Bretteville-sur-Laize liegt etwa 15 Kilometer südlich von Caen am Laize. Umgeben wird Bretteville-sur-Laize von den Nachbargemeinden Fresney-le-Puceux im Nordwesten und Norden, Cintheaux im Nordosten, Gouvix im Osten und Südosten, Barbery im Süden und Südwesten sowie Boulon im Westen.

## Bevölkerungsentwicklung
| Jahr                       | 1962 | 1968 | 1975 | 1982 | 1990 | 1999 | 2006 | 2019 |
| Einwohner                  | 1246 | 1323 | 1299 | 1400 | 1341 | 1504 | 1551 | 1913 |
| Quellen: Cassini und INSEE |      |      |      |      |      |      |      |      |

## Sehenswürdigkeiten
- Kloster Barbery, Abtei des Zisterzienserordens (Mutterkloster: Savigny), 1140 begründet, 1790 aufgehoben
- Kirche Notre-Dame aus dem 11. Jahrhundert mit Umbauten aus dem 14. Jahrhundert in Quilly
- Herrenhaus von Quilly, Monument historique
- Park des Schlosses La Gournerie
- Reste der früheren Burganlage
- Kanadischer Militärfriedhof

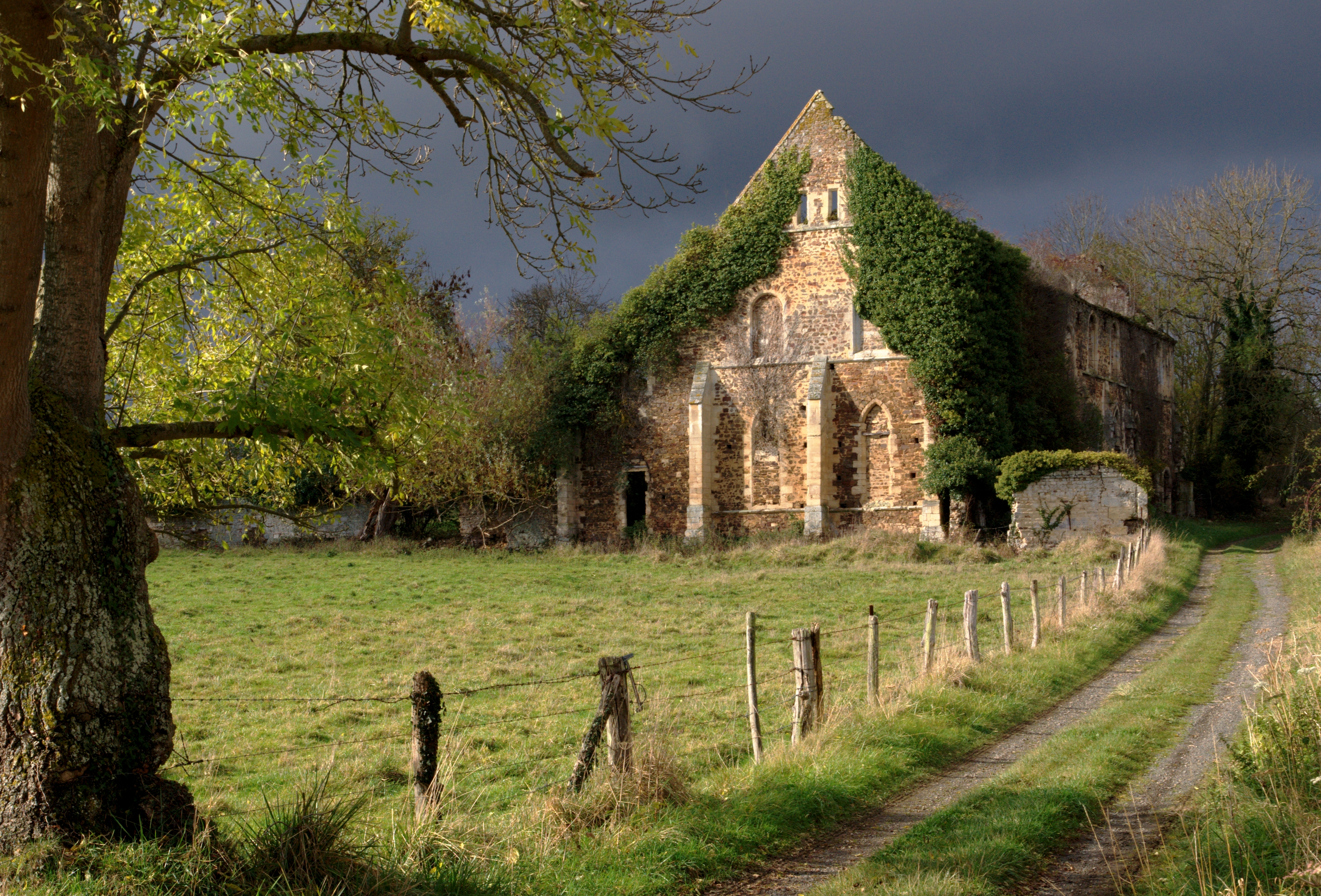
Kloster Barbery
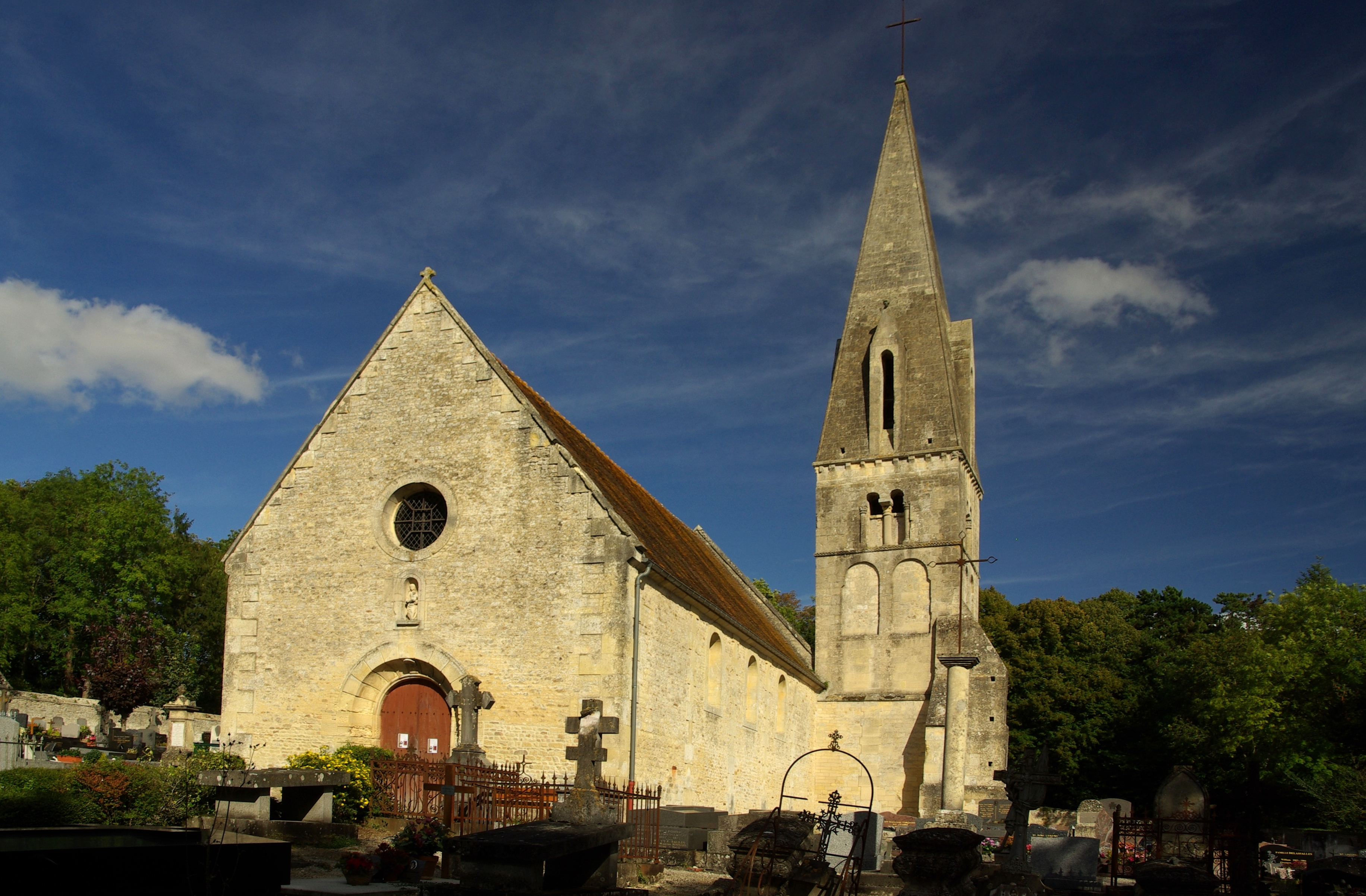
Kirche Notre-Dame
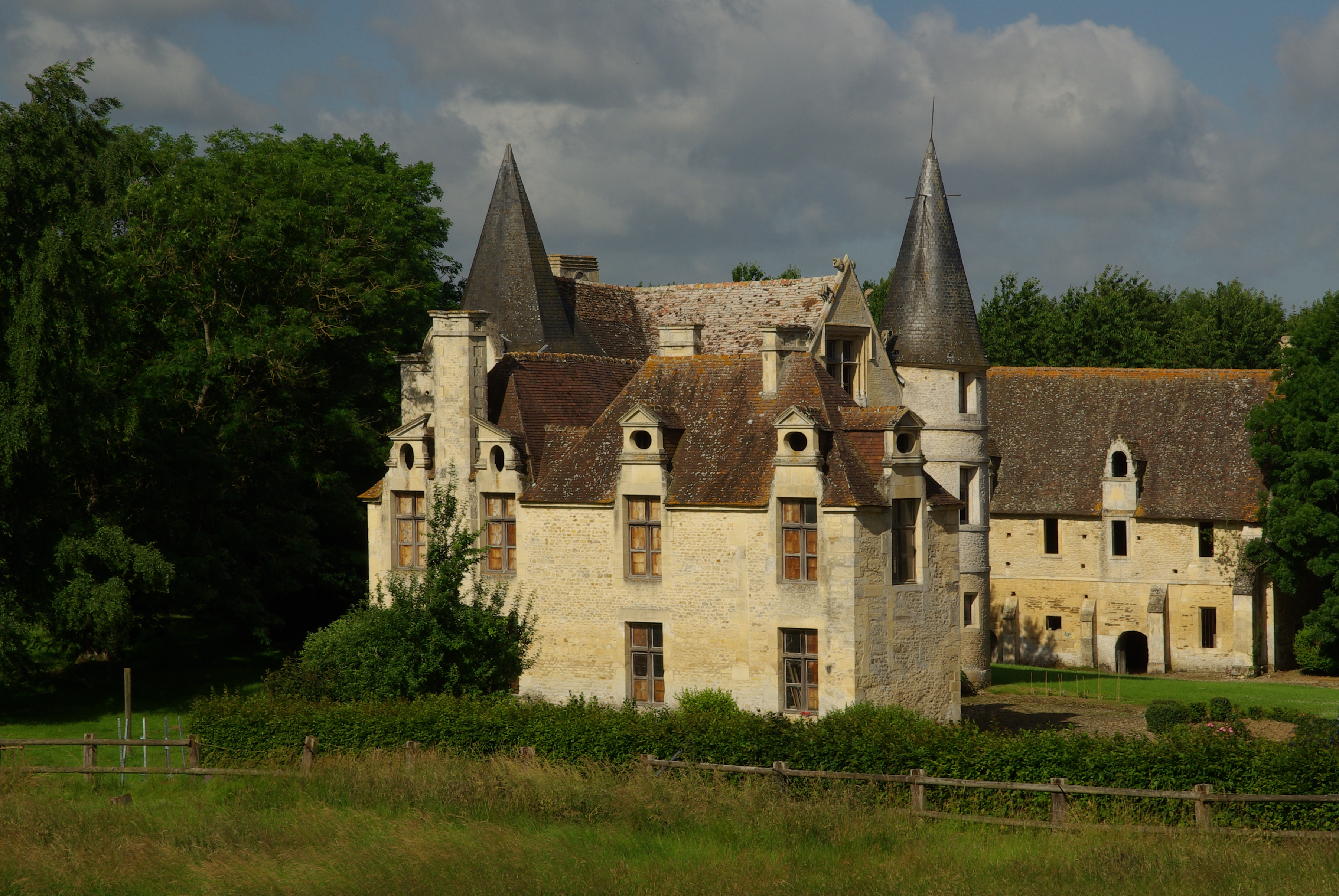
Herrenhaus Quilly

## Gemeindepartnerschaften
Mit der deutschen Gemeinde Maßbach in Unterfranken (Bayern) besteht seit 1989 eine Partnerschaft, mit der britischen Gemeinde Chagford in der Grafschaft Devon (England) seit 1975.